# Alexander Helios
Alexander Helios  (græsk: ο Αλέξανδρος Ήλιος (f. 40 f.Kr. til 29 f.Kr.) var søn af Kleopatra VII af Egypten og Marcus Antonius, og tvillingebror til Cleopatra Selene. Selvom han stadigvæk var barn blev han forlovet til Iotapa (f. 43 f.kr) datteren af kongen af Media i år 33 f.kr. I efteråret af år 34 f.kr. under "donationen af Alexandria" blev Alexander kronet som hersker af Armenien, Media og Parthia. Selvom om disse troner allerede var optaget af Artavasdes II af Armenien, Artavasdes I af Media og Phraates IV af Parthia. Hans forældre havde den holdning at han sikkert ville blive efterfølger for de tre konger i tilfælde af sygdom, krig eller andet.
Alexander blev sikkert dræbt af romerne, da Augustus invaderede Egypten i år 30 f.kr. dronning Kleopatra begik sammen med Marcus Antonius selvmord. Der har siden ikke været kilder angående Alexander Helios.